# Niederliegende Kirsche
Die Niederliegende Kirsche (Prunus prostrata) ist eine Pflanzenart aus der Gattung Prunus in der Familie der Rosengewächse (Rosaceae). Sie ist im Mittelmeerraum beheimatet.

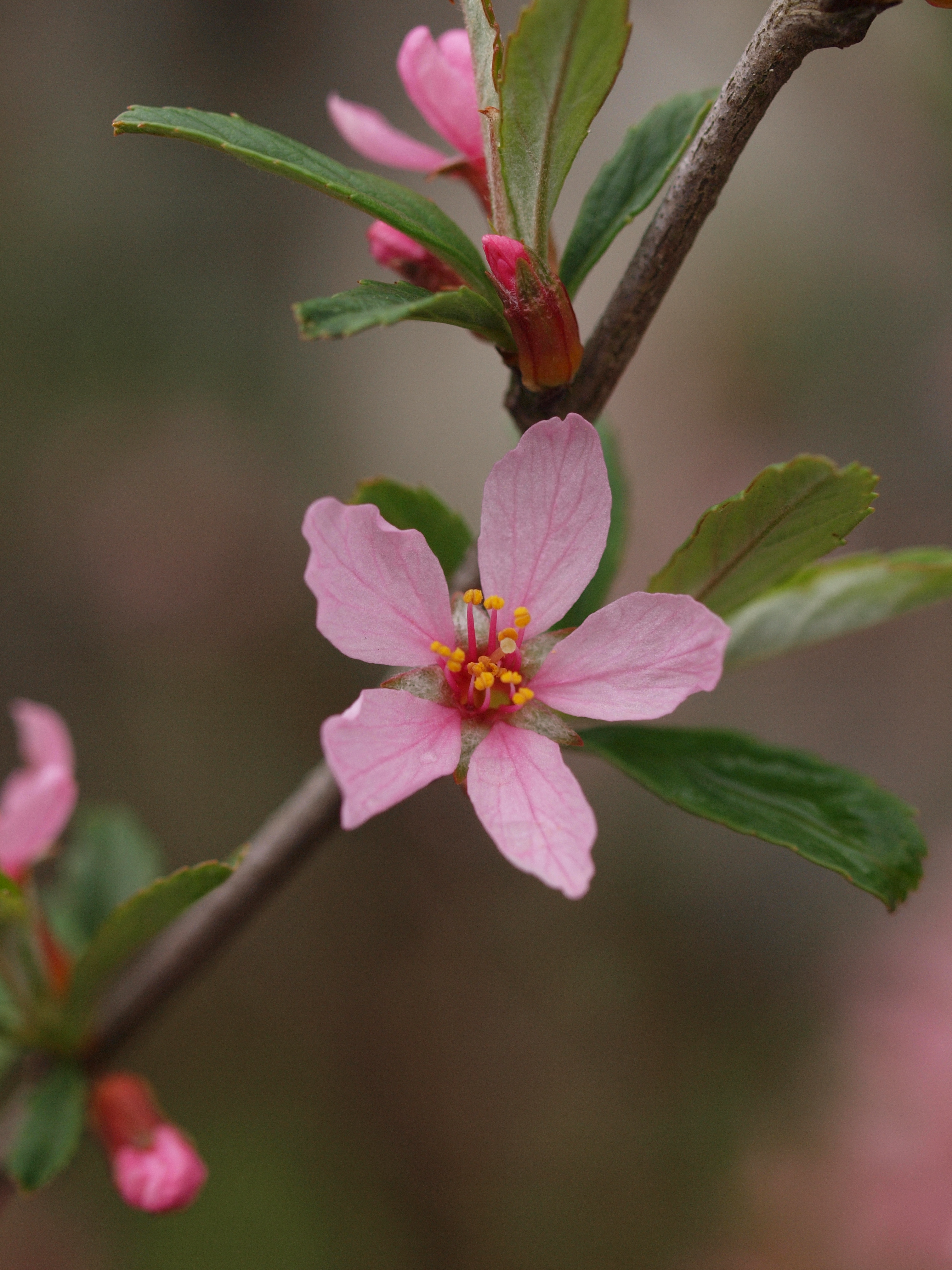
Einzelblüte

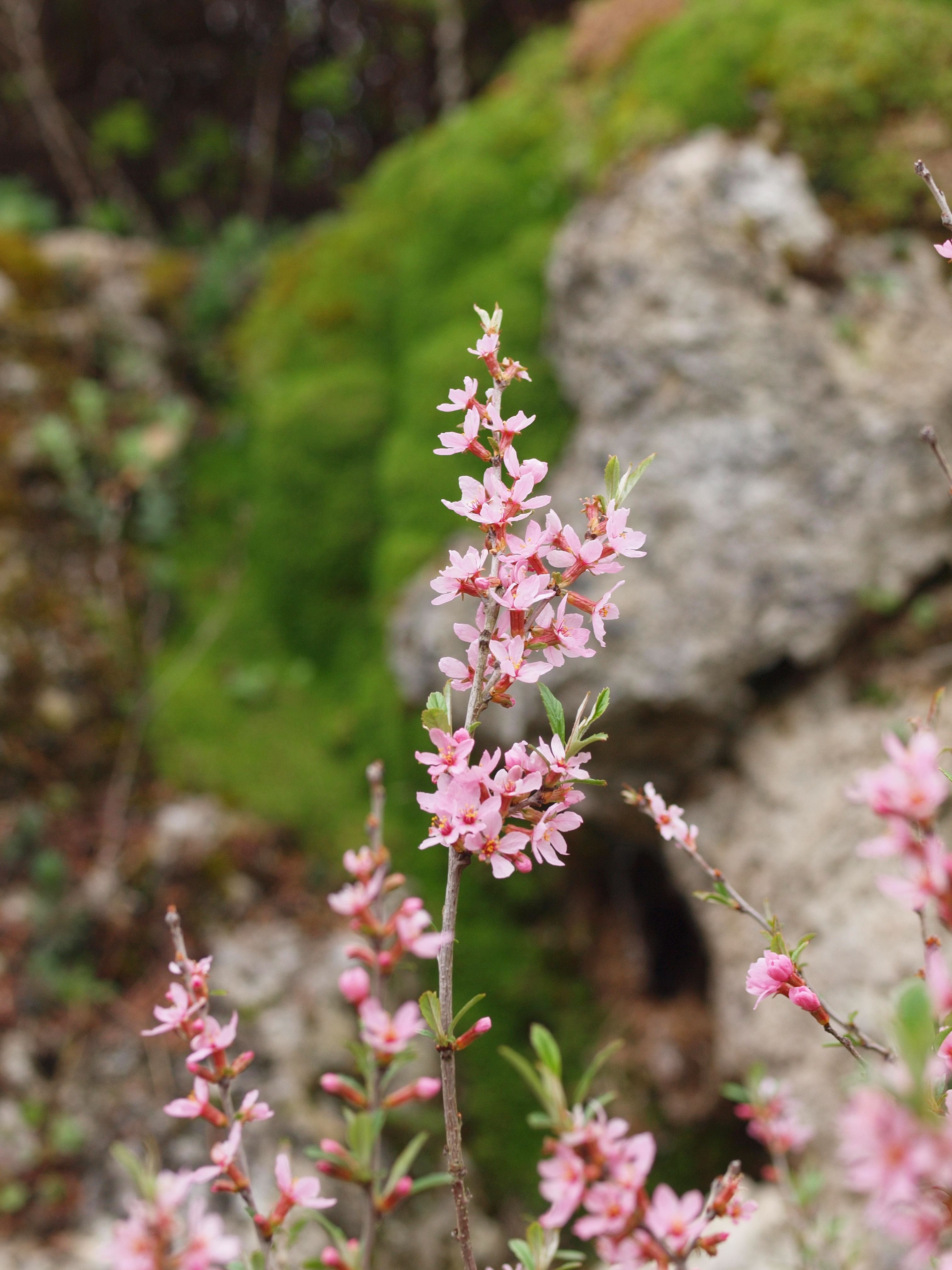
Zweig mit Blüten

## Beschreibung
Die Niederliegende Kirsche wächst als meist niederliegender, dornenloser Strauch und erreicht Wuchshöhen von 20 bis 100 Zentimeter (aufgerichtet bis 150 Zentimeter). Die kleinen sehr kurz gestielten Laubblätter sind elliptisch oder eiförmig und besonders in der vorderen Hälfte gesägt. Die Blätter sind unterseits graufilzig oder beiderseits kahl.
Die meist einzelnen sitzenden, zwittrigen, radiärsymmetrischen, fünfzähligen Blüten erscheinen vor den Blättern. Die fünf Kelchblätter sind grün. Die fünf rosa Kronblätter werden etwa 7 Millimeter lang. Die bei Reife rote, eiförmige, leicht bittere Steinfrucht erreicht einen Durchmesser von 8 Millimeter.
Sie blüht im Frühling; die Hauptblüte ist gestaffelt nach Höhenlage der Vorkommen und reicht von April bis Juni.
Die Chromosomenzahl beträgt 2n = 32.

## Vorkommen
Die Niederliegende Kirsche ist im nördlichen Mittelmeerraum von Spanien bis Libanon, im Süden von Marokko bis Tunesien verbreitet.
Als Standort werden Kalkfelsen der Montanstufe zwischen 1000 m und 2400 m Meereshöhe bevorzugt.